# Уэйд, Лора
Ло́ра Уэйд (англ. Laura Wade; род. 16 октября 1977, Бедфорд, Англия, Великобритания) — английский драматург.

## Биография
Лора Уэйд родилась 16 октября 1977 года в Бедфорде (Англия, Великобритания), а выросла в Шеффилд (графство Саут-Йоркшир), где её отец работал в компьютерной компании. После получения среднего образования в «Lady Manners School» в Бейкуэлл (графство Дербишир), она изучала драму в Бристольском университете, а позже стала членом Королевской программы молодых писателей.

## Карьера
В 1996 году Лора написала свою дебютную пьесу «Лимбо», но она не была опубликована. На данный момент на счету Уэйд более 10-ти пьес. В настоящее время снимается фильм на основе её пьесы «Шикарный» (2010).

## Личная жизнь
С 2007 года Лора состоит в фактическом браке с актёром Сэмюлем Уэстом (род.1966). У пары есть дочь (род.03.05.2014).